# Dux (Coventry)
Dux is een Brits historisch merk van motorfietsen.
De bedrijfsnaam was: Dux Motor Mfg. Co., Coventry.
Dux was een kleine fabriek die haar frames van Rex betrok en daarin eencilinders en V-twin-blokken van Minerva, MMC, Saroléa en andere merken bouwde. De productie begon in 1904, op het moment dat de Britse motorfietsindustrie een omslag maakte van inbouwmotoren van het Europese vasteland naar eigen, Britse producten. Waarschijnlijk als gevolg daarvan beëindigde Dux haar productie in 1906 haar productie.
- Er was nog een merk met de naam Dux, zie Dux (Rusland)